# Kalotaszeg
Kalotaszeg is een historische regio in Roemenië in het district Cluj gelegen tussen de steden Huedin (Hongaars: Bánffyhunyad) en Cluj-Napoca (Hongaars: Kolozsvár). De regio bestaat uit ongeveer 40 dorpen die onder andere worden bewoond door de Hongaarse minderheid in Roemenië. Het is daarmee een van de Hongaarse enclaves in Transsylvanië met een Hongaarstalige meerderheid. Deze Hongaarstalige regio vormt de brug tussen de Hongaren van het Szeklerland en de Hongaren in de provincies Salaj, Bihor en Satu Mare. 
De Hongaren in het gebied hebben een geheel eigen cultuur die zich op feestdagen uit in het dragen van klederdracht.
De regio wordt doorkruist door weg nr. 1.
De gemeenten in de streek zijn:
- Huedin (Hongaars: Bánffyhunyad)
- Sânncraiu (Hongaars: Kalotaszentkirály)
- Izvoru Crișului (Hongaars: Körösfő)
- Mănăstireni (Hongaars: Magyargyerőmonostor)
- Căpușu Mare (Hongaars: Magyarkapus)
- Aghireșu (Hongaars: Egeres)
- Gilău (Hongaars: Gyalu)
- Gârbău (Hongaars: Magyargorbó)

Verder maken de dorpjes Tetişu (Ketesd) in de gemeente Fildu de Jos en Stana (Sztána), Jebucu(Zsobok) en Petrinzel (Kispetri) in de gemeente Almașu onderdeel uit van de streek.
Deze dorpen zijn gelegen in het district Sălaj.

## Bevolking
Volgens de volkstelling van 2011 was de bevolking van de streek in de nauwe begrenzing als volgt:
| Gemeente        | Totaal | Roemenen     | Hongaren     |
| --------------- | ------ | ------------ | ------------ |
| Aghireșu        | 7.116  | 3.694        | 2.615        |
| Căpușu Mare     | 3.295  | 1.820        | 1.228        |
| Gârbău          | 2.440  | 1.190        | 1.082        |
| Gilău           | 8.300  | 6.586        | 722          |
| Huedin          | 9.346  | 5.282        | 2.598        |
| Izvoru Crișului | 1.632  | 3.27         | 1.290        |
| Mănăstireni     | 1.481  | 1.192        | 157          |
| Sânncraiu       | 1.633  | 332          | 1.281        |
| Totaal          | 35.243 | 23.370 (66%) | 10.973 (31%) |

Uit de cijfers blijkt dat de Hongaren in 2 gemeentes de meerderheid vormen en in de overige gemeenten de Roemenen dus de meerderheid vormen.
De Roemenen en Hongaren vormen samen 97% van de bevolking. 3% wordt gevormd door overige groepen zoals de Roma.
In de breedste begrenzing van Kalotaszeg gaat het om een regio van 88.619 inwoners, de Hongaren zijn met 22.564 personen en vormen 25% van de bevolking.

## Deelregio's

### Felszeg
Deze deelregio bestaat uit de volgende dorpen:
Bánffyhunyad (Huedin), Kalotaszentkirály-Zentelke, Jákótelke, Kalotadámos, Magyarókereke, (gemeente Sânncraiu), Magyargyerőmonostor (Mănăstireni), Körösfő, Nyárszó, Sárvásár, (gemeente Izvoru Crișului), Magyarvalkó (gemeente Călățele). In totaal hebben de 5 gemeenten 16.335 inwoners, de Hongaren vormen met 5.570 personen ruim 34% van de bevolking.
Demografische gegevens van de 10 plaatsen in de Felszeg:
- Izvoru Crişului 	/Körösfő 	958 inwoners, waarvan 	929 Hongaren (97,3%)
- Şaula 	Sárvásár 	202 inwoners, waarvan	186 Hongaren 	(93,9%)
- Sâncraiu 	/Kalotaszentkirály 	1 073 inwoners, waarvan 	924 Hongaren 	(87%)
- Domoşu 	/Kalotadámos 	196 inwoners, waarvan 	165 Hongaren 	(84,2%)
- Nearşova 	Nyárszó 	208 inwoners, waarvan 	170 Hongaren	(83,3%)
- Horlacea 	/Jákótelke 	146 inwoners, waarvan 	120 Hongaren	(83,3%)
- Văleni / Magyarvalkó 300 inwoners, waarvan 232 Hongaren (77,3%)
- Alunişu 	/Magyarókereke 	121 inwoners, waarvan 	71 Hongaren 	(59,7%)
- Mănăstireni / Magyargyerőmonostor 532 inwoners, waarvan 153 Hongaren (28,8%)
- Huedin 	/Bánffyhunyad 	8 977 inwoners, waarvan	2 245 Hongaren (26,2%)

### Alszeg
Deze deelregio bestaat uit de volgende dorpen:
Váralmás, Zsobok, Sztána, Farnas, Kispetri, Bábony (gemeente Almașu), Középlak, Nagypetri (gemeente Cuzăplac), Ketesd (gemeente Fildu de Jos), Magyarbikal (gemeente Huedin). In totaal hebben de drie gemeenten 5542 inwoners, de Hongaren vormen met 1349 personen 24% van de bevolking.
Demografische gegevens van de 10 plaatsen in de Alszeg:
- Jebucu 	/Zsobok	321 inwoners, 	waarvan 312 Hongaren (99%)
- Bicălatu 	/Magyarbikal  	369 inwoners, waarvan 353 Hongaren (98,6%)
- Tetişu 	/Ketesd  	337 inwoners, waarvan	298 Hongaren (89%)
- Stana 	/Sztána  	144 inwoners, waarvan 	105 Hongaren (74,5%)
- Petrinzel 	/Kispetri  	123 inwoners, waarvan 	80 Hongaren (67,2%)
- Sfăraş 	/Farnas  	118 inwoners, waarvan 	48 Hongaren (44%)
- Băbiu 	/Bábony 	48 inwoners, waarvan 	20 Hongaren (42,6%)
- Petrindu 	/Nagypetri 	480 inwoners,  waarvan	146 Hongaren (31%)
- Cuzăplac 	/Középlak 	570 inwoners, waarvan 	168 Hongaren (30,2%)
- Almaşu 	/Váralmás 	993 inwoners, waarvan	159 Hongaren (16,5%)

### Nádasmente
Deze deelregio bestaat uit de volgende dorpen:
Egeres, Inaktelke, Nádasdaróc, Bogártelke, Mákófalva, Jegenye(gemeente Aghireșu), Kajántó (Chinteni), Kisbács, Méra, Szucság (gemeente Baciu (Cluj)), Magyarzsombor (gemeente Zimbor),  Türe, Magyarvista, (gemeente Gârbău). De 5 gemeenten hebben in totaal 24.019 inwoners, de Hongaren vormen met 7.257 inwoners 30% van de bevolking.
Demografische gegevens van de 13 plaatsen in de Nádasmente:
- Inucu 	/Inaktelke 	370 inwoners, waarvan	364 Hongaren (99,5%)
- Leghia 	/Jegenye 	497 inwoners, waarvan		475 Hongaren (98,5%)
- Dorolţu 	/Nádasdaróc 	96 inwoners, waarvan		93 Hongaren (97,9%)
- Viştea 	/Magyarvista 	781 inwoners, waarvan		737 Hongaren (95,5%)
- Macău 	/Mákófalva 	640 inwoners, waarvan		596 Hongaren (94,2%)
- Băgara 	/Bogártelke 	401 inwoners, waarvan	 	342 Hongaren (88,8%)
- Mera 	/Méra 	1 387 inwoners, waarvan	 	1 055 Hongaren (77,8%)
- Turea 	/Türe 	512 inwoners, waarvan	 	329 Hongaren (67%)
- Suceagu 	/Szucság 	1 332 inwoners, waarvan	 	464 Hongaren (35,7%)
- Chinteni 	/Kajántó 	1 310  inwoners, waarvan		390 Hongaren (30,8%)
- Baciu 	/Kisbács 	6 100 inwoners, waarvan	 	1 431 Hongaren (24,3%)
- Aghireşu-Fabrici 	/Egeresgyártelep 	3 193 inwoners, waarvan	 	565 Hongaren (18,4%)
- Aghireşu 	/Egeres 	1 447 inwoners, waarvan	 	137 Hongaren (9,8%)

### Kapus-vidék en Átmeneti-vidék
Deze deelregio bestaat uit de volgende dorpen:
Magyarkapus (gemeente Căpușu Mare), Magyarkiskapus, Gyerővásárhely,Gyalu (gemeente Gilău), Tordaszentlászló (gemeente Savadisla), Szászfenes (gemeente Florești (Cluj)), Magyarlóna, Magyarfenes, Magyarléta, Györgyfalva (Gemeente Feleacu). De 5 gemeenten hebben in totaal 42.723 inwoners, de Hongaren vormen met 8.388 inwoners net geen 20% van de bevolking. Omdat met name Florești sterk is gegroeid als voorstad van Cluj-Napoca bestaat de Hongaarse bevolking van deze gemeente ook uit mensen die door de suburbanisatie uit de stad zijn getrokken.
Demografische gegevens van de 10 dorpen in de Kapus-vidék en Átmeneti-vidék:
- Liteni 	/Magyarléta 	410 inwoners, waarvan 	384 Hongaren (94,8%)
- Vlaha 	/Magyarfenes 	971 inwoners, waarvan 	898 Hongaren (94,6%)
- Săvădisla 	/Tordaszentlászló 	1 071 inwoners, waarvan 	956 Hongaren (90,3%)
- Căpuşu Mare 	/Magyarkapus 	757 inwoners, waarvan 	663 Hongaren (88,4%)
- Gheorghieni 	/Györgyfalva 	1 007 inwoners, waarvan 	867 Hongaren (87,2%)
- Luna De Sus 	/Magyarlóna 	2 310 inwoners, waarvan 	1 351 Hongaren (59,7%)
- Căpuşu Mic 	/Magyarkiskapus 	786 inwoners, waarvan 	405 Hongaren (52,5%)
- Dumbrava 	/Gyerővásárhely 	396 inwoners, waarvan 	156 Hongaren (40%)
- Gilău 	Gyalu 	/6 464 inwoners, waarvan 	715 Hongaren (11,5%)
- Floreşti 	/Szászfenes 	20 256 inwoners, waarvan 	1 920 Hongaren (10%)

### Randgebieden
Aan de randen van het eigenlijke Kalotaszeg liggen ook dorpen die vooral etnografisch (qua volkskunst, bouwstijlen en volksdansen) een relatie hebben met de streek. Dit zijn plaatsen zoals Săcuieu, Mărgău, Călățele.

## Afbeeldingen

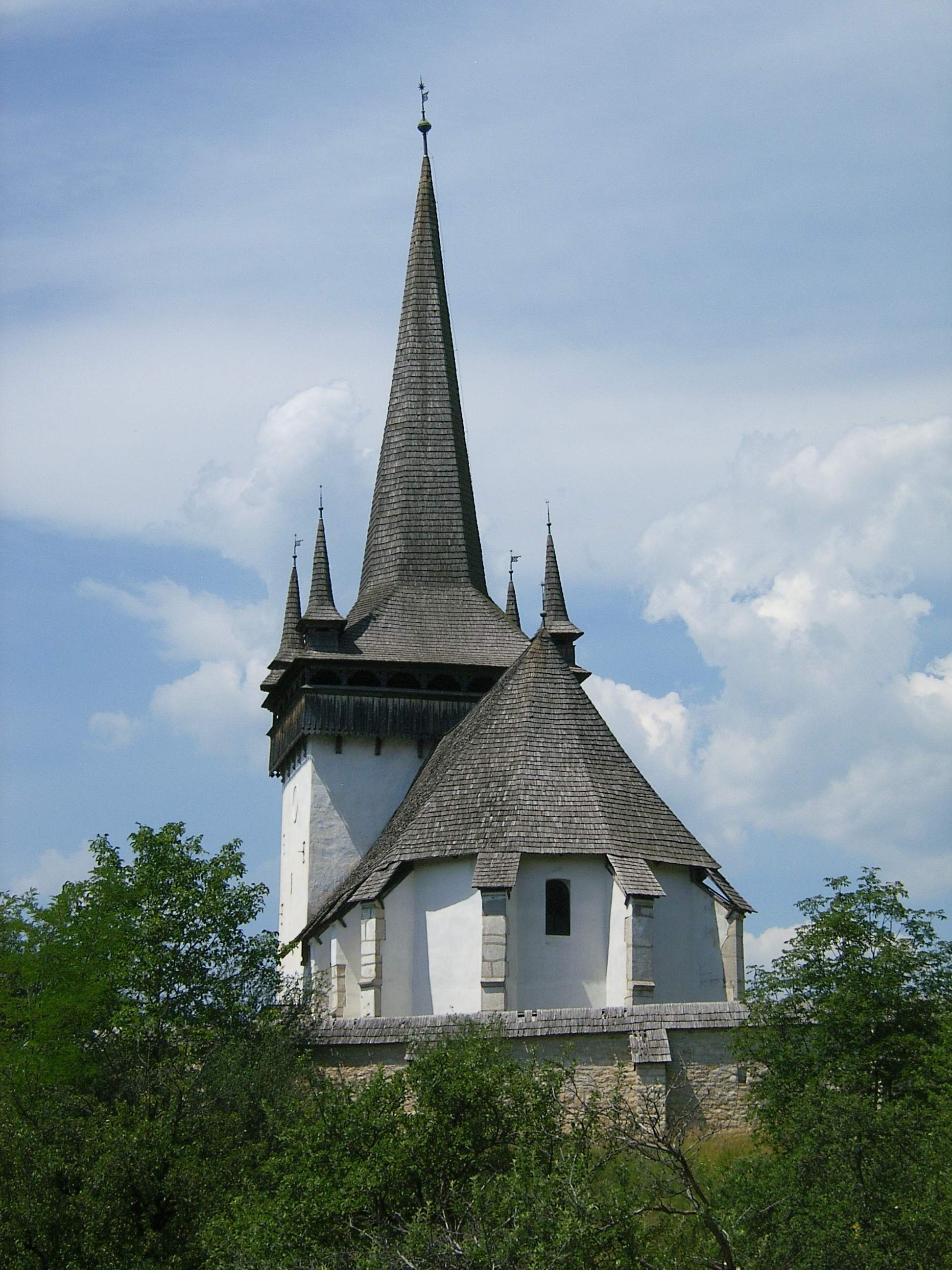
Hongaarse kerk van Văleni / Magyarvalkó
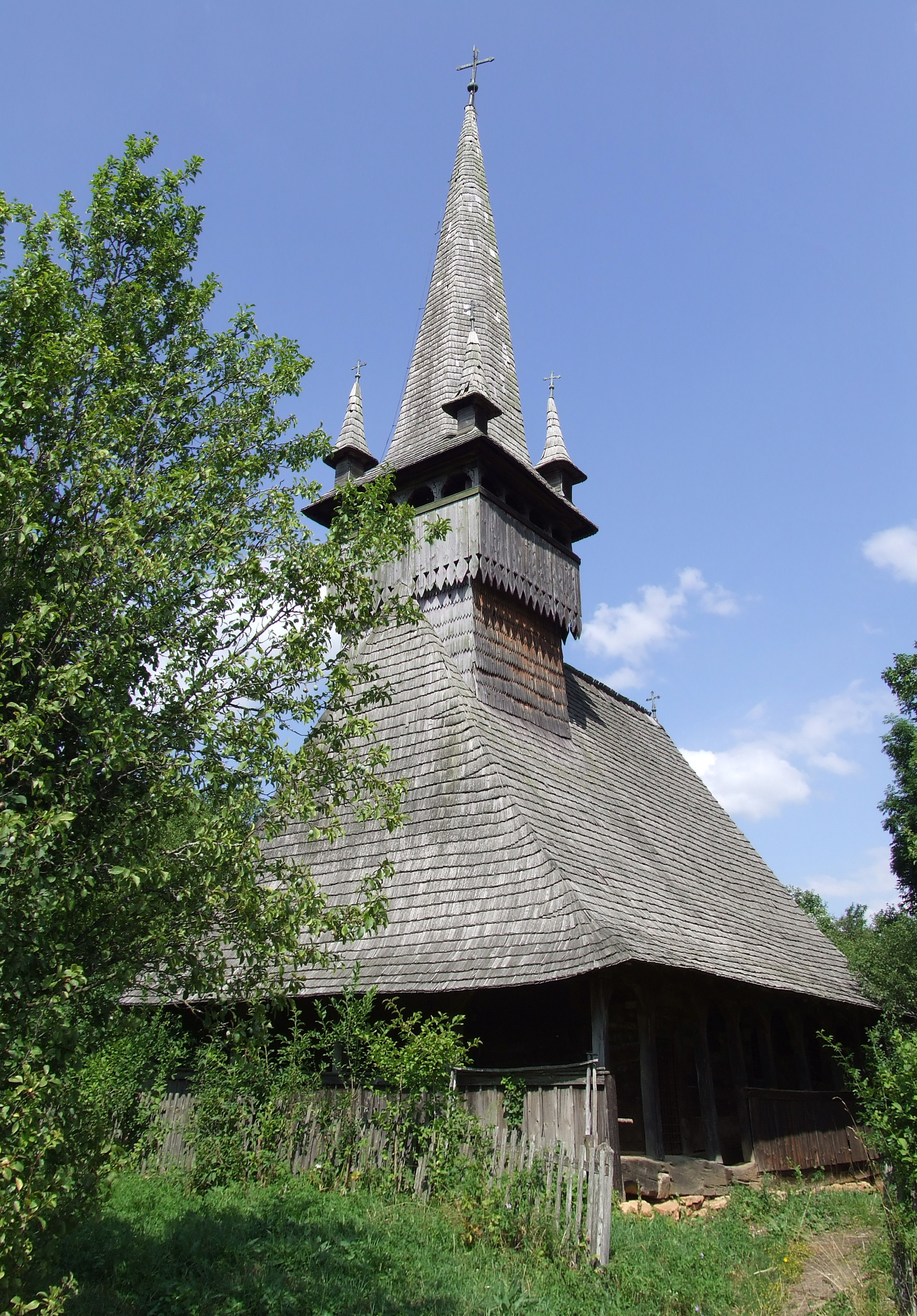
Roemeense kerk van Agârbiciu / Egerbegy, gebouwd in de zeventiende eeuw
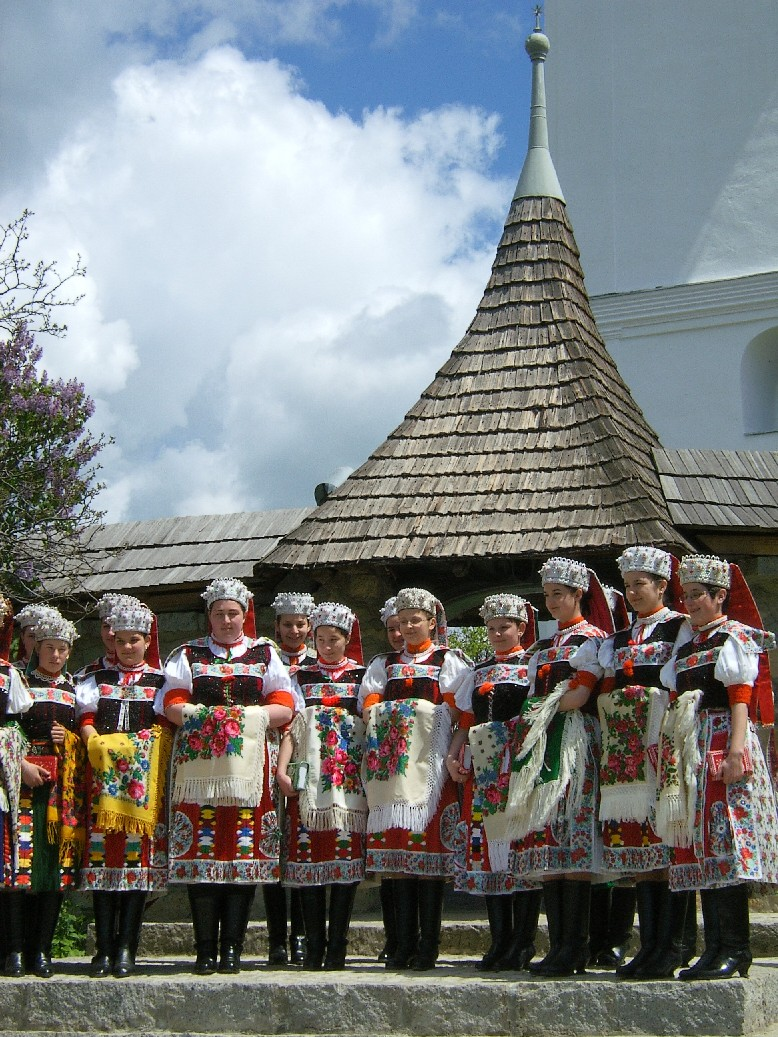
Traditionele Hongaarse klederdracht van Izvoru Crişului / Körösfő
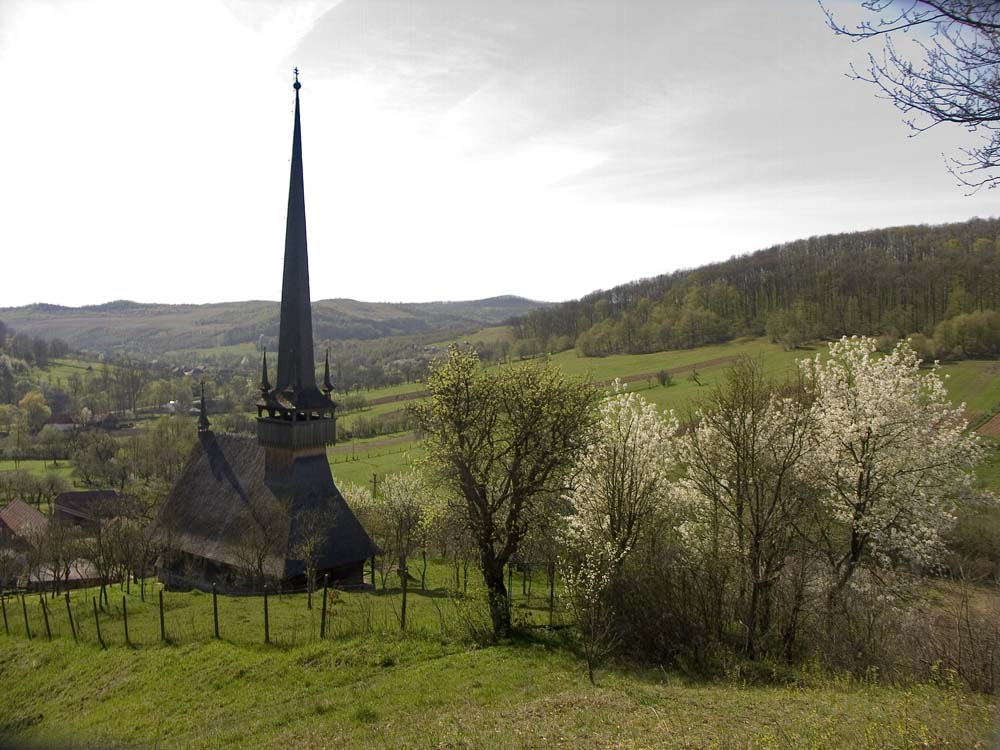
Roemeense kerk van Fildu de Sus / Alsófüld (in het district Sălaj) gebouwd in de achttiende eeuw.